# 레이어 케이크 (영화)
《레이어 케이크》(영어: Layer Cake)는 2004년 공개된 영국의 범죄 드라마 스릴러 영화이다.

## 출연
- 대니얼 크레이그 - XXXX 역
- 콜름 미니 - 진 역
- 조지 해리스 - 모티 역
- 시에나 밀러 - 태미 역
- 타머 해선 - 테리 역
- 제이미 포먼 - 더 듀크 역
- 케네스 크래넘 - 지미 프라이스 역
- 마이클 갬본 - 에디 템플 역
- 벤 위쇼 - 시드니 역
- 톰 하디 - 클라키 역
- 덱스터 플레처 - 코디 역
- 스티브 존 셰퍼드 - 팁토스 역
- 번 고먼 - 개자 역
- 샐리 호킨스 - 슬래셔 역
- 마르첼 이우레슈 - 슬라보 역
- 스티븐 월터스 - 섕크스 역
- 프랜시스 머기 - 폴 더 보트맨 역
- 드라간 미차노비치 - 드라간 역
- 제이슨 플레밍 - 크레이지 래리 역
- 맷 라이언 - 마약 중독자 2 역
- 아이번 케이 - 프레디 허스트 역
- 브린리 그린 - 노비 역
- 디미트리 앤드레이어스 - 앤절로 역
- 개리 텁스 - 브라이언 역
- 래브 애플렉 - 미키 역
- 피터 르닉 - 세르비아 갱스터 역 (크레디트 미기재)

## 기타 제작진
- 배역: 리오 데이비스, 지나 제이
- 미술: 케이브 퀸
- 의상: 스테퍼니 콜리